# 김현태 (축구인)
김현태(한국 한자: 金顯泰, 1961년 5월 1일 ~ )는 대한민국의 전 축구 선수 및 지도자이다.

## 클럽 경력
1984년, 럭키금성 황소 축구단 창단 멤버로 자신의 성인 축구 선수 경력을 시작하여 원클럽맨으로 1991년 7월 럭키금성 황소에서 은퇴하였다.(은퇴식은 8월 31일 동대문운동장 홈경기에서 진행)
은퇴후 1991년 7월 7일자로 GK 전담 트레이너로 지도자 경력을 시작하였다. 코치 시절인 1994년, 1996년, 1997년 선수단의 골키퍼 사정으로 선수 등록을 하였고 1996년에는 정규리그 엔트리에 포함된 적이 있다.

## 지도자 경력
친정팀인 LG 치타스에서 트레이너로 지도자 경력을 시작하여 골키퍼 코치를 비롯하여 제주 유나이티드에서 수석코치를 하며 다양한 경력을 쌓았다. 2007년부터 2011년까지 대한민국 축구 국가대표팀의 GK코치를 거쳐 2012년부터 인천 유나이티드의 GK코치로 활동하였으며 2014년부터 FC 서울의 스카우트 팀장을 맡고 있다.

## 행정가 경력
2019년부터 K리그 경기위원장을 맡고 있다.

## 수상 내역

### 클럽

#### 선수
럭키금성 황소 / LG 치타스 / 안양 LG 치타스
- K리그1

● 우승 (2): 1985, 1990
● 준우승 (2): 1986, 1989
● 4위 (1): 1988

### 개인
- K리그 베스트 11

gk 골키퍼 부문 (2): 1985, 1986
- K리그 우수 GK상 (2): 1985, 1986

## 참고 자료
- K리그 레전드 김현태 - 한국축구역사통계연구소[깨진 링크(과거 내용 찾기)]